# 2,3-bisz(acetilmerkaptometil)kinoxalin
| 2,3-bisz(acetilmerkaptometil)kinoxalin                                                                          |                             |
| Kémiai azonosítók                                                                                               |                             |
| PubChem | 188227                      |
| ChemSpider | 163612                      |
| InChIKey | KIYGADXCTZZZDG-UHFFFAOYSA-N |
| UNII | 8D6GD5CB5H                  |
| Ha másként nem jelöljük, az adatok az anyag standardállapotára (100 kPa) és 25 °C-os hőmérsékletre vonatkoznak. |                             |

A 2,3-bisz(acetilmerkaptometil)kinoxalin (BAMMQ) egy vírusellenes szer, amely in vitro és in vivo, gátolja a poliovírus RNS-szintézisét, valamint gátolja a humán herpeszvírus 1 szaporodását. Nem zavarja a vírus tapadását, behatolását vagy a DNS-szintézist, de megszakítja a vírus összeépülését és/vagy érésének egy késői szakaszát.  
A BAMMQ-t először 1974-ben azonosították vírusellenes szerként, amikor kimutatták, hogy már 10⁻⁶ M koncentrációban is 99,8%-kal vagy annál nagyobb mértékben gátolja a poliovírus növekedését. Ugyanebben az évben szabadalmat nyújtottak be a BAMMQ-ra és a rokon kinoxalinvegyületekre, mint vírusellenes szerekre, különös tekintettel a herpes simplex vírussal szembeni hatékonyságukra. A vegyület specifikusan a vírus RNS-szintézisének gátlásával fejti ki hatását, a gátlás a gyógyszer hozzáadása után 30–60 percen belül jelentkezik. Tanulmányok kimutatták, hogy bár a BAMMQ gátolta a vírus RNS-replikációját, nem befolyásolta közvetlenül a vírusfehérje-szintézist . A vegyület vírusellenes aktivitása némileg függött a táptalaj összetételétől és a vírusfertőzés szintjétől. Ez a kezdeti kutatás azt is sugallta, hogy a BAMMQ a folyamatban lévő RNS-szintézis blokkolása helyett a vírus RNS-szintézisének újraindulásának megakadályozásával fejtheti ki hatását. 
A BAMMQ széles spektrumú vírusellenes aktivitást mutatott számos vírussal szemben. A poliovírus mellett a korai vizsgálatok kimutatták, hogy hatékony a vesicularis stomatitis vírus, a 3-as típusú humán parainfluenza vírus, a Rous-szarkóma vírus és a herpes simplex vírus ellen is. A vegyület alapvető citotoxicitása és az a tény, hogy antivirális hatékonysága részben visszafordítható a vírusfertőzés szintjének növelésével vagy dúsított táptalaj alkalmazásával, korlátozta gyakorlati alkalmazását. A vegyület növényi vírusokkal szemben is aktivitást mutatott. Viszonylag alacsony koncentrációban hatékonyan gátolja mind a dohány mozaikvírust (TMV), mind a tehénborsó klorotikus foltosságvírusát (CCMV), mindössze 0,015 millimoláris (mM) a TMV 90%-os gátlásához és 0,03 mM CCMV esetén levélkorong-kísérletekben. Bár a vegyület ígéretesnek tűnik a levélkorong-vizsgálatokban, a kutatások kimutatták, hogy nem csökkenti a TMV felhalmozódását a vegyületet tartalmazó dohányszövetkultúrákban.
A BAMMQ-t az encephalomyocarditis (EMC) vírus inhibitoraként is vizsgálták. Bár lehetővé tette a magas víruskoncentrációk agarlemezre juttatását anélkül, hogy jelentős sejtkárosodást okozott volna, ezekben a vizsgálatokban nem figyeltek meg rezisztens vírusmutánsokat.